# Neohaematopinus appressus
Neohaematopinus appressus är en insektsart som beskrevs av Johnson 1972. Neohaematopinus appressus ingår i släktet Neohaematopinus och familjen ledlöss. Inga underarter finns listade i Catalogue of Life.